# Мацкевич, Адель Адамовна
Адель Адамовна Мацкевич ( 28 сентября 1916, Витебск — 21 марта 2004, Одесса ) — советская оперная певица (сопрано). Заслуженная артистка УССР (1975).

## Биография
В 1947 окончила Ленинградскую консерваторию. Солистка Пермского (1947-1949), Одесского (1949-1967) театров оперы и балета, Одесской филармонии (1967-1972).
Похоронена на Втором Христианском кладбище Одессы. 

## Партии
- Оксана («Запорожец за Дунаем» С. Гулака-Артемовского);
- Катерина (одноимённая опера М. Аркаса);
- Гелена («Богдан Хмельницкий» К. Данькевича);
- Олена («Броненосець “Потёмкин”» О. Чишка);
- Антонина («Семья Тараса» О. Кабалевського);
- Лиза, Мария («Пиковая дама», «Мазепа» П. Чайковского);
- Ярославна («Князь Игорь» А. Бородина);
- Наташа («Русалка» А. Даргомыжского);
- Тамара («Демон» А. Рубинштейна);
- Маша («Дубровский» Э. Направника);
- Милитриса («Сказка о царе Салтане» Н. Римского-Корсакова);
- Тоска, Турандот (одноимённые оперы Дж. Пуччини);
- Аида, Елизавета («Аида», «Дон Карлос» Дж. Верди).